# Fondation nationale allemande
La Fondation nationale allemande (Deutsche Nationalstiftung) est une fondation destinée à promouvoir l’identité nationale allemande dans le cadre de l’Union européenne.

## Histoire
La Fondation fut établie en août 1993, dans le contexte de la réunification allemande, par Helmut Schmidt, ancien chancelier de la République Fédérale d'Allemagne, et quelques-uns de ses amis (Michael Otto, Kurt Körber, Gerd Bucerius et Hermann Josef Abs, entre autres). Son siège est à Weimar, et ses bureaux à Hambourg.
Elle est placée depuis le mandat de Richard von Weizsäcker sous le haut patronage du Président de la République fédérale. Helmut Schmidt est toujours président d’honneur de la Fondation, actuellement dirigée par Richard Schröder, professeur de théologie à l’Université Humboldt de Berlin.

## Objectifs et principes fondamentaux
On peut réunir les objectifs de la Fondation sous trois chapitres :
1. Promouvoir la culture politique allemande dans le cadre le l'Union Européenne à travers des activités et des publications concernant les sciences, les arts, la littérature, le droit, la politique, l'économie. 
2. Soutenir la réunification allemande, en mettant l’accent sur une identité commune aux deux parties de l'Allemagne.
3. Établir un forum ayant pour but de débattre des grandes questions qui se posent aujourd'hui à l'Allemagne.
Les principes de la Fondation sont liés aux principaux problème auxquels l’Allemagne doit faire face à partir des années quatre-vingt-dix.
Pendant des années de séparation, les deux parties du pays ont connu des évolutions disparates du point de vue de leurs systèmes politiques et juridiques mais aussi de leur culture politique en général. La fondation a pour but de contribuer à la restauration morale, juridique, économique et sociale de l'Allemagne dans son ensemble. En même temps, elle vise à clarifier les responsabilités de l’Allemagne dans le cadre d'une Europe unie et paisible.
Les principes inscrits dans les textes de la Fondation déclarent refuser de « renoncer au concept de nation et d’identité nationale » mais également d’accorder un « rôle spécial » qui serait dévolu à l’Allemagne dans l’espace européen : « Nous ne devons abandonner l’idée de nation allemande et la définition de notre identité au sein d’une Europe unifiée ni aux extrêmes ni aux adversaires de l’intégration européenne ».

## Projets
Chaque année depuis 1997, au début de l'été, la Fondation décerne son « Prix National » (Deutscher Nationalpreis). Celui-ci distingue des personnes ou des institutions qui rendent des services notables dans les domaines de la réunification de l'Allemagne, de la solidarité entre l'Allemagne et l'Europe, et de l’intégration européenne en général.
Elle décerne également un second prix, le « Prix Richard von Weizsäcker », du nom de l’ancien président allemand.
La Fondation organise des rencontres diverses et notamment sa Conférence Annuelle, forum de débat transpartisan qui se tient en automne à Berlin.
Sous le titre « Discours Humboldt sur l'Europe », des personnalités politiques de premier plan sont également invitées à exposer leur vision de l’Europe politique. Ce fut le cas, entre autres, de Helmut Schmidt (2000), Göran Persson (2001), Valéry Giscard d’Estaing (2006).